# Nobuko Yoshiya
Nobuko Yoshiya (吉屋信子?, Yoshiya Nobuko; prefettura di Niigata, 12 gennaio 1896 – Kamakura, 11 luglio 1973) è stata una scrittrice giapponese attiva nel periodo Taishō e Shōwa.
Fu una delle scrittrici più prolifiche e di maggior successo dell'epoca, specializzata in novelle romantiche e nella narrativa femminile, e pioniera della letteratura lesbica giapponese, incluso il genere "S" o "Esu" (エス). Molte delle sue opere hanno avuto adattamenti come film.

## Biografia
Yoshiya nacque nella prefettura di Niigata, ma crebbe nelle città di Mooka e Tochigi nella prefettura di Tochigi. Suo padre, ufficiale di polizia, diventò in seguito funzionario del governo locale della contea, e per questo la sua famiglia fu soggetta a continui spostamenti per favorire i suoi trasferimenti. Yoshiya fu la più giovane, nonché unica figlia femmina di una famiglia con cinque bambini. I genitori, provenendo entrambi da famiglie samurai, appartenenti alla classe media e culturalmente conservatrice, la educarono a ricoprire il ruolo di "buona moglie" previsto per la donna giapponese nel periodo Meiji.
La sua carriera letteraria iniziò in gioventù ed il suo interesse per la scrittura la tenne lontana dalle occupazioni domestiche a cui sua madre desiderava si dedicasse.
Nel 1915 si trasferì a Tokyo, dove iniziò a disattendere le aspettative che il Giappone dell'epoca aveva nei confronti delle donne e della loro carriera. Yoshiya spesso indossava abiti dai tagli maschili, anche quando doveva essere fotografata per apparire sulle riviste. Fu una delle prime donne giapponesi ad emulare la moda occidentale negli anni venti portando i capelli corti, a possedere un'automobile e un cavallo da corsa. Cavalcare e giocare a golf divennero alcune delle sue passioni.
Yoshiya visse a Kamakura, nella prefettura di Kanagawa durante e dopo la seconda guerra mondiale. Nel 1962 si fece costruire un giardino in stile giapponese e una casa tradizionale di legno che usò per la promozione e la divulgazione di attività culturali ed educative rivolte alle donne.
Nel 1967 le fu conferito il Kikuchi Kan Prize. Morì all'età di 77 anni di cancro al colon. La sua casa è ora il "Museo alla memoria di Yoshiya Nobuko" e conserva il suo studio così come la scrittrice lo lasciò, con i suoi manoscritti ed oggetti. La sua tomba si trova al tempio Kōtoku-in a Kamakura, dietro il famoso Daibutsu (statua raffigurante Buddha) di Kamakura.

### Relazione con Monma Chiyo
Nel gennaio 1923 Yoshiya conobbe Monma Chiyo, un'insegnante di matematica di una scuola femminile di Tokyo, con la quale ebbe una relazione romantica che durò per più di 50 anni. Diversamente da molte figure pubbliche giapponesi, non aveva problemi a rivelare dettagli della sua vita privata attraverso foto, saggi personali e interviste con quotidiani o riviste. Nel 1926 Monma lavorò per lei come segretaria. Nel 1957, Yoshiya adottò Monma come figlia, l'unico modo legale per una coppia omosessuale di condividere proprietà e poter condivide scelte mediche. Viaggiarono insieme in Manciuria, in Unione Sovietica, soggiornarono un anno a Parigi, per poi ritornare in Giappone, attraverso gli Stati Uniti, dal 1927 al 1928. Alla fine degli anni trenta visitarono anche le Indie Orientali Olandesi e l'indocina Francese.

## Carriera letteraria
Yoshiya Nobuko fu una delle scrittrici di letteratura popolare di maggior successo nel Giappone nel ventesimo secolo. Questa grande popolarità è dovuta in gran parte all’emergere, tra un secolo e l’altro, di un nuovo target di pubblico e di una nuova categoria di lettori: le shōjo, letteralmente "ragazze", “donne non-ancora-donne”.
Uno dei suoi primi lavori, Hana monogatari (花物語 "Racconti di fiori", 1916–1924), una serie di 52 storie riguardanti amicizie romantiche, diventò popolare tra le studentesse.
La maggior parte delle storie racconta amori non corrisposti, dal finale triste, con uno stile di scrittura "dreamy", interpretabile come "una sfumatura d'esotico che trasportava le lettrici in un'altra realtà, creando una narrativa per ragazze unica nel suo genere".
Yaneura no nishojo (屋根裏の二處女 "Due vergini in soffitta", 1919), si pensa sia semi-autobiografico e descriva l'esperienza omosessuale tra lei e la sua compagna di stanza: nell'ultima parte le due ragazze decidono di andare a vivere insieme come coppia. Questo romanzo è un attacco alla società maschilista, lascia intravedere un forte atteggiamento femminista e rivela, inoltre, l'orientamento omosessuale di Yoshiya.
Chi no hate made ("Fino alle estremità della terra", 1920), vinse un premio letterario presso la Osaka Asahi Shimbun.
Nel 1925 Yoshiya diede vita ad una propria rivista, Kuroshoubi (Rosa Nera), chiusa però 8 mesi dopo.
Nella fase successiva, Yoshiya iniziò a dare all'amore omosessuale una diversa lettura, presentandolo come un sentimento simile alla sorellanza e complementare all'eterosessualità; diventò, inoltre, più convenzionale nei suoi scritti.
Altre opere importanti di Yoshiya furono: Onna no yujo ("L'amicizia delle donne", 1933–1934), Otto no Teiso (良人の貞操 "La castità del marito", 1936–1937), Onibi (鬼火 "Fuocofatuo", 1951), Atakake no hitobito (安宅家の人々 "La famiglia Atakake", 1964–1965), Tokugawa no fujintachi (徳川の夫人たち " Le donne Tokugawa ", 1966) e Nyonin Heike (女人平家 "Le donne della casa", 1971)

### Stile letterario
L'amicizia tra donne e l'idea dell'uomo "ideale" sono i principali temi trattati. Yoshiya scrive in modo nostalgico e drammatico per far nascere nelle lettrici una consapevolezza di sé, mirando a far risvegliare in loro un sentimento di volontà d'azione e di realizzazione. Questa poetica della tragedia sottolinea quanto la giovinezza possa essere turbolenta, ed è usata anche come mezzo per mettere in luce la natura oppressiva di una società che richiede solo omologazione e non accetta forme di indipendenza personale.
Il ripetersi di situazioni con lo stesso schema narrativo è un effetto voluto dall'autrice, con il quale intende trasformare ciò che veniva comunemente definito come una fase passeggera della giovinezza femminile, in un aspetto chiave di quest'ultima. Le sue storie vogliono rendere le donne capaci di scoprire modi alternativi di leggere le relazioni dōsei-ai (amore fra donne), senza trasgredire apertamente i confini dell’accettabilità sociale.
Sebbene non tutti i suoi scritti trattino le relazioni sentimentali fra ragazze, le sue opere tendono ad evitare raffigurazioni del matrimonio, anche eterosessuale.
Il suo stile di scrittura è ricco di onomatopee, punti esclamativi ed altri segni diacritici, considerati esteticamente gradevoli dalle sue lettrici. Con il loro uso intendeva assecondare il movimento letterario allora presente nella scena giapponese favorevole all'introduzione del dialogo realistico nelle storie.
La sua immaginazione e la sua bravura ad ambientare determinate scene in posti inaspettati come una soffitta o una veranda, contribuiva a creare un'atmosfera melodrammatica.
I lavori di Yoshiya erano considerati testi "rispettabili", adatti alle donne di tutte le età, in quanto le relazioni omosessuali in essi contenute erano descritte come emozioni intense oppure platoniche, destinate a finire in secondo piano rispetto agli studi, al matrimonio, e/o alla morte. Questo può essere spiegato con l'opinione allora diffusa che l'amore omosessuale femminile fosse una "normale" e transitoria parte dello sviluppo di una donna, a cui sarebbe seguita una fase di eterosessualità e la maternità.
Le sue storie di dosei-ai (amore omosessuale) e di amicizia femminile avranno una diretta influenza sui futuri Shōjo manga.

## Visioni politiche
Sebbene ardente femminista, Yoshiya non aveva molta fiducia nei partiti politici e non fu mai un membro attivo del movimento femminista giapponese.